# Johann von Tiefen

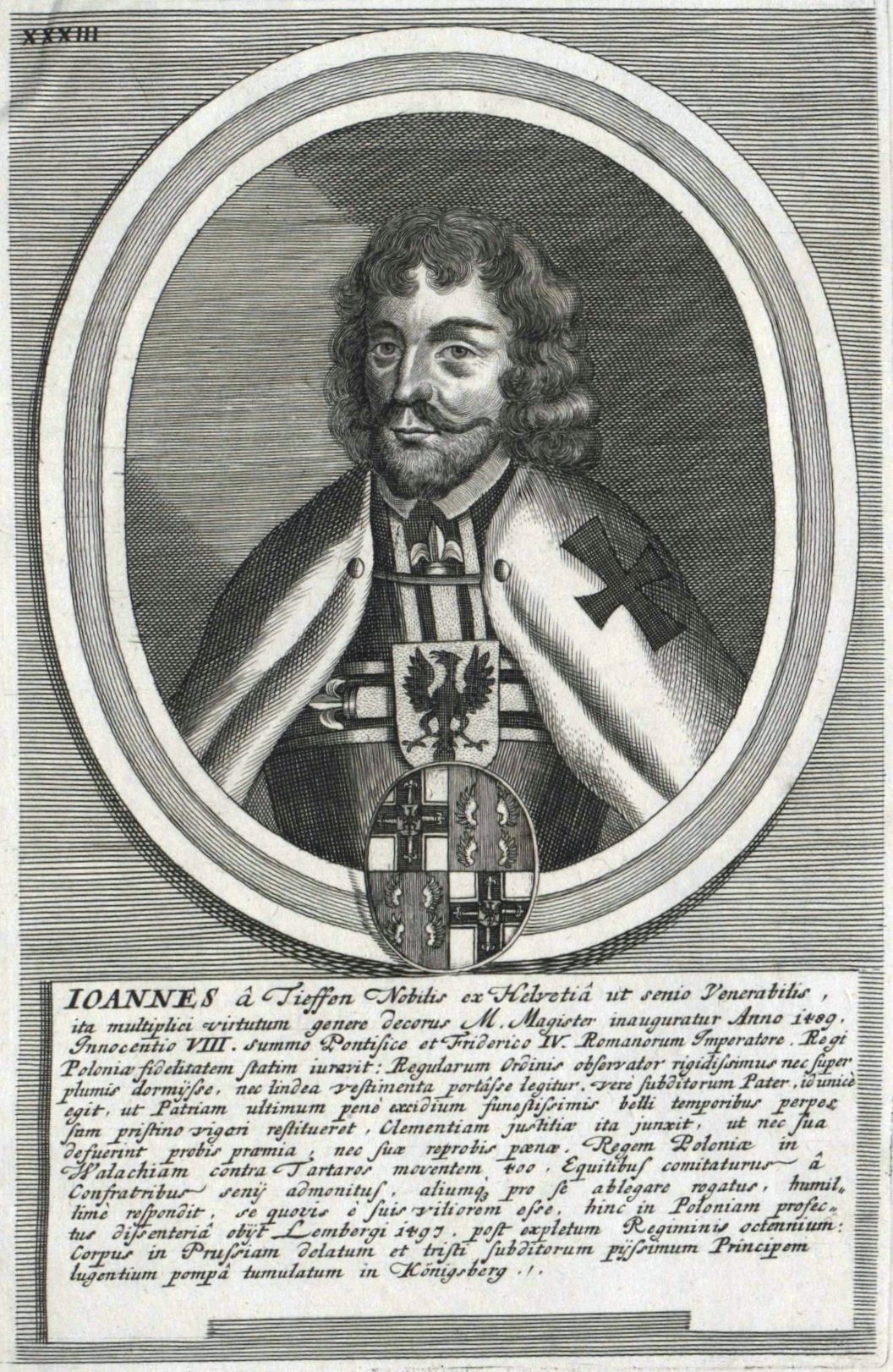
Johann von Tiefen

Hochmeisterwappen Johanns von Tiefen

Johann (Hans) von Tiefen (* um 1440; † 25. August 1497) war der 35. Hochmeister des Deutschen Ordens von 1490 bis 1497.

## Leben
Johanns Geburtsort ist unbekannt. Er entstammte wahrscheinlich einem schweizerischen Adelsgeschlecht aus dem Thurgau oder Zürichgau. Seine Karriere im Deutschen Orden begann als Pfleger von Schaaken. Danach war er in Elbing tätig, wo er als Kellermeister die rechte Hand des Obersten Spittlers Heinrich Reuß von Plauen und auch wundärztlich (er war Schüler von Heinrich von Pfalzpaint) tätig war. 1474 wurde er Komtur von Memel und zwei Jahre später zum Großkomtur ernannt. Er vertrat den Orden in zahlreichen diplomatischen Missionen an vielen europäischen Gerichten.
Während der Zeit des Hochmeisters Martin Truchsess von Wetzhausen versuchte Johann die Spannungen zwischen dem Deutschen Orden und dem Königreich Polen zu lösen. Im Jahr 1480 wurde er Komtur von Brandenburg am Frischen Haff. Am 25. Juni 1487 veröffentlichte Johann eine Charta in Drengfurt, um eine Kirche in Alt Jucha zu begründen.
Unmittelbar nach seiner Wahl zum Hochmeister am 1. September 1489 begab er sich nach Polen und zollte die geforderte Huldigung gegenüber dem polnischen König Kasimir IV. Jagiello am 18. November in Radom.
Die schwierigen Beziehungen mit Polen auf diese Weise bereinigt zu haben, half ihm, sich auf die internen Angelegenheiten des Ordens zu konzentrieren, wenngleich Lukas Watzenrode, Bischof vom Ermland, unabhängig zu werden trachtete, sowohl von der polnischen Krone als auch vom Hochmeister. Im Mai 1490 schickte Johann eine schriftliche Anfrage an Lukas Watzenrode, um ihm zu erlauben, eine Johannes dem Täufer geweihte Kapelle in Groß Stürlack zu weihen und einem Priester aus Schwarzstein zu erlauben, die Messe zu lesen.
Ansonsten setzte er die Reformpolitik seines Vorgängers gegen den Widerstand der Landmeister von Livland und Deutschland sowie einiger weiterer hoher Ordensfunktionäre fort. Schutzmaßnahmen zugunsten der ärmeren Volksschichten steigerten die Beliebtheit des Hochmeisters im Volk. Während seiner Amtszeit begann eine stärkere Zuwanderung aus Masowien und Litauen in die durch Krieg und Seuchen entvölkerten Gebiete Preußens.
1492 schlug der polnische König Johann I. dem Deutschen Orden vor, seinen Sitz von Preußen nach Podolien zu verlagern, aber Johann widersetzte sich dieser Idee. Es war ihm bewusst, dass dies das Ende der Souveränität des Deutschen Ordens bedeuten würde. Er appellierte an Maximilian I. und der Plan wurde abgewendet.
Von Johann I. gerufen, führte Johann einen Kreuzzug gegen das Osmanische Reich mit dem Auftrag, Häfen entlang der Küste des Schwarzen Meeres einzunehmen. Er verfügte über ein Heer von 400 Rittern nebst deren berittenen Begleitern. Bei der Reise über den Dnjestr erkrankte der Hochmeister an der Ruhr. Er entschied, nach Lemberg zurückzukehren, das er nicht lebend erreichte. Er wurde im Königsberger Dom begraben.
Sein Vermächtnis war das Konzept der Wahl eines Fürsten zum Hochmeister, um sich der Unterwerfung unter den polnischen König zu widersetzen und um stärkeren Beistand aus dem Heiligen Römischen Reich zu erhalten.